# Дік Гавелл
Дік Гавелл (англ. Dick Howell, 12 жовтня 1903 — 20 липня 1967) — американський плавець.
Олімпійський чемпіон 1924 року.